# Yoram Blaschkauer
Yoram Blaschkauer é um ator brasileiro.
Formado pelo Teatro Escola Célia Helena, já trabalhou em Força-Tarefa (série de televisão), Salve Geral, 2 Coelhos, Destino (série), Politicamente Incorreto (telessérie), Laura (2017).
No teatro, trabalhou em "Rumo a Cardiff", na montagem de 2003.